# Felsenküsten-Stummeldaumen

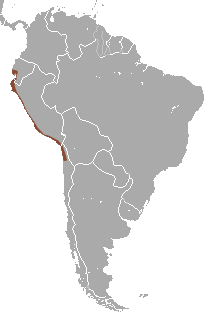
Verbreitungsgebiet des Felsenküsten-Stummeldaumen

Der Felsenküsten-Stummeldaumen (Amorphochilus schnablii) ist eine in Südamerika verbreitete Fledermaus in der Familie der Stummeldaumen und die einzige Art der Gattung Amorphochilus.

## Merkmale
Die Art ist mit einer Kopf-Rumpf-Länge von 39 bis 67 mm und einer Schwanzlänge von 36 bis 39 mm etwas größer als der Gemeine Stummeldaumen (Furipterus horrens). Die namensgebenden rudimentär vorhandenen Daumen sind von der Flughaut bedeckt. Die Flughäute besitzen eine braune bis graubraune Farbe. Die deutlichsten Unterschiede zum Gemeinen Stummeldaumen bestehen in abweichenden Schädelmerkmalen.
Die Exemplare besitzen 34 bis 38 mm lange Unterarme, Hinterfüße von 6 bis 10 mm Länge, 12 bis 15 mm lange Ohren sowie ein Gewicht von 3 bis 10 g. Auf der Oberseite ist rauchgraues Fell mit bräunlichen Tönungen und schwarzen Haarspitzen. Die Fellfarbe der Unterseite unterscheidet sich nur wenig von der Oberseite und die Ohren sind hellbraun. Vom Schwanz ragt nur 1/5 aus der Schwanzflughaut. An der Unterlippe und am Kinn befinden sich warzenartige Wülste. Die Zahnformel des Felsenküsten-Stummeldaumen lautet I 2/3, C 1/1, P 2/3, M 3/3, was 36 Zähne im Gebiss ergibt.

## Verbreitung
Das Verbreitungsgebiet ist ein Küstenstreifen vom zentralen Ecuador über Peru bis ins nördliche Chile. Die Art lebt in welligem Gelände und in den Anden zwischen 50 und 2000 Meter Höhe. Sie kann auf verschiedenen Inseln wie Puná angetroffen werden. Als Habitat dienen trockene Landschaften mit spärlicher Vegetation und bewirtschaftete Gebiete.

## Lebensweise
Der Felsenküsten-Stummeldaumen ruht in Höhlen, Straßendurchlässen sowie in nicht genutzten Gebäuden. Die Nahrung besteht unter anderem aus Nachtfaltern und anderen Schmetterlingen. Vermutlich finden die Geburten und die Aufzucht der Nachkommen in der kurzen Regenzeit statt, die je nach Region zwischen November und März beziehungsweise zwischen Januar und Mai liegt. Pro Wurf kommt ein Neugeborenes vor. Im Versteck bilden sich Kolonien mit bis zu 300 Mitgliedern.
Diese Art teilt ihren Ruheplatz mit anderen Fledermäusen wie der Langmaulfledermaus (Platalina genovensium) oder der Kleinen Großohrfledermaus (Histiotus montanus). Die Rufe zur Echoortung sind durchschnittlich 4,4 Millisekunden lang und erreichen eine maximale Frequenz von 76 kHz.

## Gefährdung
Störung oder angelegte Brände an den Ruheplätzen wirken sich negativ auf den Bestand aus. Einige Exemplare werden gefangen und in okkultischen Handlungen benutzt. Die IUCN schätzt eine 30-prozentige Abnahme der Gesamtpopulation in den sechs Jahren (drei Generationen) vor 2013 und listet den Felsenküsten-Stummeldaumen als gefährdet (vulnerable).